# ده‌ویک
ده‌ویک (به هلندی: De Wijk) یک منطقهٔ مسکونی در هلند است که در ده‌ولدن واقع شده‌است. ده‌ویک ۲٬۸۶۳ نفر جمعیت دارد.